# Church of spiritual technology
 (novembre 2011).
Si vous disposez d'ouvrages ou d'articles de référence ou si vous connaissez des sites web de qualité traitant du thème abordé ici, merci de compléter l'article en donnant les références utiles à sa vérifiabilité et en les liant à la section « Notes et références ».

La Church of Spiritual Technology, également connue sous le nom de CST en Californie, déclarée à but non lucratif (c), est constituée en 1982.
Elle détient tous les droits d'auteur de la succession de Lafayette Ron Hubbard. Le CST fait des affaires sous le nom commercial de L. Ron Hubbard Library. L'organisation reçoit ses revenus des redevances des frais versés par la licence du matériel sous copyright de la Dianétique et de la Scientologie ; Scientologie connectée à différents organismes agréés par le Religious Technology Center (RTC), et de la propriété filiale à but lucratif Author Services, Inc. qui publie et promeut les écrits de Hubbard.

## Histoire
La Church of Spiritual Technology (CST) est créée par l'ancien avocat de Ron Hubbard, Sherman Lenske à Woodland Hills, Californie, le 27 mai 1982 en Californie. Les Statuts de la CST sont signés le 7 juin 1982 par son assemblée générale et extraordinaire des directeurs, qui sont à ce moment-là : Lyman Spurlock, Rebecca Pook, Starkey Maria, Stephen A. Lenske, Sherman D. Lenske et Lawrence A. Heller. De façon étrange, Ron Hubbard est absent de ces statuts. 
En 1986, les statuts de la CST sont modifiés afin d'éclaircir la " disposition de la société des actifs sur la dissolution ».
Le 18 août 1993, CST dépose une demande d'exemption d'impôt prévue à l'article 501 (c) (3) de l'Internal Revenue Code. 
L'Internal Revenue Service (IRS) a accepté la demande du CST en matière d'exemption par une lettre de reconnaissance officielle du 1er octobre 1993.

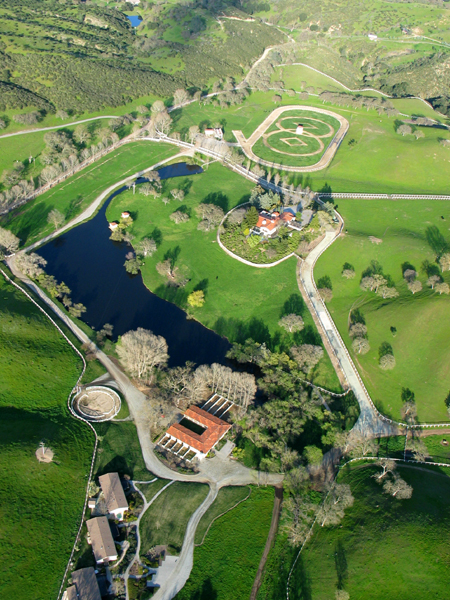
QG de la CST à Creston.

Au moment du dépôt d'exonération fiscale, les personnes suivantes de l'entreprise tiennent les postes de CST suivants : Le Conseil d'administration est composé de John Allcock, David Lantz, Russell Bellin, Thomas Vorm et Russell Bellin. Le président de CST est Russell Bellin, son vice-président Thomas Vorm, son secrétaire Jane McNairn et son trésorier Catherine Schmidt.
Un des fondateurs, Meade Emory, un non-scientologue qui travaillait pour l'Internal Revenue Service (IRS), a été en pratique privée en tant qu'avocat fiscaliste. Il a été embauché en tant que spécialiste pour les codes complexes Internal Revenue. Les problèmes fiscaux de l'Église de Scientologie Internationale et la plupart des organisations de scientologie ont été réglés avec l'IRS d'environ 11 ans plus tard, lorsque le service a adopté une résolution en 1993 les déclarant exonérées d'impôt.
Contrairement à d'autres organisations de scientologie (qui exigent que tous les mandataires sociaux doivent être des scientologues en règle), ainsi que les directeurs généraux et le personnel scientologue, la Church of Spiritual Technology comprend une «administration spéciale» et ne sont pas tenus d'être des scientologues, mais ils sont nécessaires d'être des avocats "pour s'assurer que CST ne prend aucune mesure de compromettre son statut d'exonération fiscale» (CST vs IRS, États-Unis Claims Court n° 581-88T, 29 juin, 1992).
Ce fondateur de la CST est intimement liée à la création du Religious Technology Center (RTC), qui a été constitué le 1er janvier, 1982. Peu de temps après sa création, CST aurait reçu le 16 mai 1982 "la propriété, la surveillance et le contrôle" de la marque et des marques de service, l'identification des «Scientologie une philosophie religieuse appliquée» et «technologie dianétique guérison spirituelle» par l'initiateur et le fondateur de la scientologie, L . Ron Hubbard à travers une soi-disant " Affectation accord ».
En vertu de ces accords, RTC est obligé de donner plus de 90 % de son bénéfice net au CST. Un document de 1991, reflétant le « flux d'argent financier » du CST lors de l'année 1989, A montré un chiffre d'affaires de 59 % du revenu net du RTC.